# Austrogautieria manjimupana
Austrogautieria manjimupana är en svampart som beskrevs av Trappe & E.L. Stewart 1985. Austrogautieria manjimupana ingår i släktet Austrogautieria och familjen Gallaceaceae.   Inga underarter finns listade i Catalogue of Life.